# Liste des gouverneurs actuels des provinces de la république démocratique du Congo
Cette page dresse la liste des gouverneurs actuels des 26 provinces de la république démocratique du Congo (25 provinces de droit commun et la ville-province de Kinshasa).

## Gouverneurs des provinces
| Province       | Gouverneur                    | Depuis (le)       |
| -------------- | ----------------------------- | ----------------- |
| Bas-Uele       | Mike-David Mokeni             | 15 mai 2024       |
| Équateur       | Bobo Boloko                   | 25 mai 2024       |
| Haut-Katanga   | Jacques Kyabula Katwe         | 10 avril 2019     |
| Haut-Lomami    | Isabelle Yumba Kalenga        | 6 mai 2022        |
| Haut-Uele      | Jean Bakomito gambu           | mai 2024          |
| Ituri          | Johnny Luboya Nkashama        | 10 avril 2019     |
| Kasaï          | Chrispin Mukendi Bukasa       | 2024              |
| Kasaï-Central  | John Kabeya Shikayi           | 6 mai 2022        |
| Kasaï oriental | Patrick Mathias Kabeya        | 6 mai 2022        |
| Kinshasa       | Daniel Bumba Lubaki           | 10 juin 2024      |
| Kongo central  | Grâce Biloko Nkwanga          | 23 mai 2022       |
| Kwango         | Willy Bitwisila Lusundji      | Mai 2024          |
| Kwilu          | Willy Itshundala              | Mai 2024          |
| Lomami         | Nathan Ilunga Numbi           | 6 mai 2022        |
| Lualaba        | Fifi Masuka Sani              | 12 septembre 2021 |
| Mai-Ndombe     | Rita Bola                     | 6 mai 2022        |
| Maniema        | Hubert Kishabongo             | 6 mai 2022        |
| Mongala        | Jean Collins Makaka           | 6 mai 2022        |
| Nord-Kivu      | Constant Ndima Kongba         | 10 avril 2019     |
| Nord-Ubangi    | Malo Mobutu Ndimba            | 12 juillet 2022   |
| Sankuru        | Jules Lodi Emongo             | 6 mai 2022        |
| Sud-Kivu       | Jean-Jacques Purusi Sadiki    | 10 avril 2019     |
| Sud-Ubangi     | Jean-Claude Mabenze Gbey Benz | 10 juillet 2019   |
| Tanganyika     | Julie Ngungwa                 | 6 mai 2022        |
| Tshopo         | Paulin Lendongolia Lebabonga  | 29 juin 2024      |
| Tshuapa        | Armand Iyamba                 | 29 avril 2024     |